# Sotto il Monte Giovanni XXIII
Sotto il Monte Giovanni XXIII là một đô thị ở tỉnh Bergamo, vùng Lombardia, Italia. Đô thị này có diện tích 5 km2, dân số là 3587 người (năm 2005). Tên chính thức của thị trấn, giống như Riese Pio X, tưởng nhớ người con nổi tiếng nhất của nó, Angelo Roncalli, người sau này trở thành Giáo hoàng John XXIII (tiếng Ý: Giovanni XXIII).